# Costică Bălan
Costică Bălan (n. 25 august 1964, Băcani, Vaslui, România) este un fost mărșăluitor român.

## Carieră
Sportivul a participat de două ori la Jocurile Olimpice. La Jocurile Olimpice din 1996 de la Atlanta s-a clasat pe locul 45 în proba de 20 km marș. La Jocurile Olimpice din 2000 de la Sydney a ajuns pe locul 18.
Printre performanțele notabile se numără locul 7 la Campionatul Mondial în sală din 1993, locul 11 la Cupa Europeană la Marș din 2000 și locul 9 la Jocurile Mondiale Militare din 2003.
El este multiplu campion national și deține recordurile naționale la 20 km marș și la 5000 m marș în sală.

## Realizări
| An   | Competiție                   | Locație                    | Loc | Eveniment | Note     |
| ---- | ---------------------------- | -------------------------- | --- | --------- | -------- |
| 1993 | Campionatul Mondial în sală  | Toronto, Canada            | 7   | 5000 m    | 19:12,73 |
| 1993 | Campionatul Mondial          | Stuttgart, Germania        | —   | 20 km     | DS       |
| 1994 | Campionatul European în sală | Paris, Franța              | —   | 5000 m    | DS       |
| 1995 | Campionatul Mondial          | Göteborg, Suedia           | 20  | 20 km     | 1:26:53  |
| 1995 | Campionatul Mondial          | Göteborg, Suedia           | —   | 50 km     | NT       |
| 1996 | Jocurile Olimpice            | Atlanta, Statele Unite     | 45  | 20 km     | 1:29:36  |
| 1999 | Cupa Mondială la Marș        | Mézidon-Canon, Franța      | 23  | 20 km     | 1:24:56  |
| 2000 | Cupa Europeană la Marș       | Eisenhüttenstadt, Germania | 11  | 20 km     | 1:21:43  |
| 2000 | Jocurile Olimpice            | Sydney, Australia          | 18  | 20 km     | 1:23:42  |
| 2003 | Cupa Europeană la Marș       | Ceboksarî, Rusia           | 22  | 20 km     | 1:24:56  |
| 2003 | Jocurile Mondiale Militare   | Catania, Italia            | 9   | 10 km     | 41:36    |
| 2004 | Cupa Mondială la Marș        | Naumburg, Germania         | —   | 20 km     | DS       |

## Recorduri personale
| Probă               | Performanță | Dată              | Locație   |
| ------------------- | ----------- | ----------------- | --------- |
| 10 km marș          | 41:36       | 6 decembrie 2003  | Catania   |
| 20 km marș          | 1:21:06 RN  | 14 iunie 1996     | București |
| 5000 m marș în sală | 18:59,24 RN | 19 februarie 2000 | București |